# Анний из Витербо
Анний из Витербо (итал. Annio da Viterbo, лат. Joannes Annius Viterb(i)ensis), 1432 или 1437—1502) — итальянский богослов и историк, член ордена доминиканцев.
Анний известен как фальсификатор исторических источников, опубликованных им в 1498 году в снабжённом комментариями сборнике документов «Commentaria super opera diversorum auctorum de antiquitatibus loquentium». Книга произвела научную сенсацию и обсуждалась до XVIII века. В настоящее время Анний и его подделки изучаются с точки зрения понимания научной культуры эпохи Возрождения и развития исторической методологии.
На основе поддельных исторических хроник и надписей Анний предложил концепцию мировой истории от Адама до Средних веков, в рамках которой его родной город Витербо играл центральную роль. Назначением исторической методологии было представить фальсифицированные им источники как наиболее достоверные. Достоверными, согласно Аннию, являются записи государственных архивов и публичных библиотек, созданные и широкодоступные во времена описываемых в них событий. Наиболее авторитетными источниками Анний называл данные ономастики и эпиграфики, тогда как исторический нарратив, прежде всего созданный греческой историографией, он полагал заведомо ложным. Существенной особенностью методологии Анния был эвгемеризм, то есть отождествление мифологических персонажей с историческими деятелями. В опубликованных в 1492—1499 годах Аннием трактатах основателями этрусской и мировой цивилизации назывались Осирис (более ранних) и Ной (более поздних). Так или иначе, задолго до возникновения Великой Греции, и даже до прибытия троянцев во главе с Энеем, в Италии существовала развитая цивилизация. Около 1493 года Анний открыл для себя труды халдея Бероса, которого стал называть величайшим из варварских историков. Его труды, дополненные другими источниковедческими «открытиями», стали лейтмотивом аннианской псевдоистории, основным элементом которой является доказательство величия доримской цивилизации. Ссылаясь на Бероса, Анний утверждал, что на 108 году после потопа Ной со своими потомками прибыл в Италию и основал цивилизацию с центрами в Витербо и Ватикане.
Опровержения «трудов» Анния появились уже в начале XVI века, однако разоблачители не были едины в своей позиции и не всегда отвергали труды доминиканца целиком и полностью. До XVIII века у аннианской хронологии находились последователи и защитники.

## Биография
Будущий фальсификатор родился под именем Джованни Нанни (итал. Giovanni Nanni) в городе Витербо, расположенном в 100 километрах к северу от Рима. В ранней историографии в качестве даты его рождения называют 1432 год, но в сохранившихся нотариальных документах указан 1437 год. В качестве места рождения сам Джованни называл холм Металлио в округе Ветулония, в доме на современной улице делла Маррокка. Примерно в 1448 году вместе со своим кузеном Томмазо он поступил в доминиканский монастырь Санта Мария в Гради. Далее пути родственников разошлись: Томмазо продолжил обучение в Падуе, а Джованни во флорентийской Санта-Мария-Новелла. В 1466 они оба оказались в римском монастыре Святой Марии над Минервой и просили папу Павла II присвоить им степень магистра богословия. В этот период братья Нанни, возможно, общались с антикварами из расположенного неподалёку от их монастыря Римского университета. По предположению итальянского историка Рикардо Фубини (Riccardo Fubini), в гуманистическом окружении молодых монахов были археолог Помпоний Лет, издатель трудов Витрувия Джованни Сульпицио да Вероли и профессор Гаспар из Вероны (Gaspare da Verona). Последний оставил краткую характеристику Джованни Нанни, назвав его философом и учёным острого ума. Тогда же вышел его первый трактат, посвящённый алхимическим вопросам. Получив степень, братья вернулись в Витербо, где продолжили изучение богословия.
В 1471 году Анний выступил с пророчествами на тему неизбежного падения турок, чья власть не так давно установилась в Константинополе. Вместе с астрологическими рассуждениями проповеди вошли в трактат «Tractatus de Imperio Turcarum», который Нанни посвятил легату Никколо Фортигерра. Вместе с Фортигерра Джованни уехал в Геную, где преподавал грамматику, богословие и астрологию. В то же время Анний пытался добиться покровительства миланского герцога Галеаццо Мария Сфорца, в то время фактического правителя Генуи. В начале 1473 году монах подготовил для герцога гороскоп на текущий год, а затем ещё несколько. Не преуспев на астрологическом поприще, монах вернулся в Геную, где заручился поддержкой архиепископа Паоло ди Фрегозо и в 1474 году был назначен приором монастыря Сан Доменико. В 1480 году, в ответ на захват турками Отранто, Нанни переработал свою книгу проповедей и опубликовал трактат «De futuris Christianorum triumphis in Turcas et Saracenas». В ней, на основе пророчеств из книги Откровения и астрологических предсказаний, заявлялось, что триумф христианства близок, и что закат мусульманского владычества произойдёт под знаком Льва. Книга имела большой успех и неоднократно переиздавалась, в том числе за рубежом. Судьбоносным событием в жизни Нанни стала болезнь. В ноябре 1488 года воспаление уха грозило перерасти в абсцесс головного мозга и, в духе своего времени, Джованни решил, что его может спасти только обращение к Деве Марии. По каким-то причинам он решил вознести молитвы к Богородице Иммакулате. В то время доктрина о непорочном зачатии Девы Марии не была принята католической церковью, по-разному трактовалась крупными монашескими орденами. В частности, доминиканцы эту доктрину отрицали, а их противники францисканцы поддерживали. Излечившись, Джованни стал возносить неуместные, по мнению орденского руководства, молитвы Иммакулате и стал проповедовать в её честь. Весной 1489 года вопрос о его поведении рассматривалось инквизицией, после чего монаху ничего не оставалось, как покинуть Геную.
Из Генуи Джованни Нанни вернулся в Витербо, где Томмазо уже давно занимал важный пост в доминиканской иерархии. Присоединившись к своему прежнему монастырю Санта Мария в Гради, Джованни вскоре вновь заявил о себе как о богослове, поддержав практику церковного ростовщичества, известную как «горы благочестия». В том же году Нанни получил от городских властей назначение на должность публичного лектора (magister praedicatorum) с указанием преподавать грамматику. Возможно, именно тогда у него сформировался интерес к истории родного города. В конце XV века истории о древних корнях тех или иных городов были чрезвычайно востребованы в итальянских городах. Возведение основания города к римским временам воодушевляюще действовало на горожан и давало дополнительные аргументы в борьбе за гегемонию на полуострове. Дополнительным основанием для притязаний Витербо был высокий статус города среди папских владений.
Существенные перемены в судьбе Джованни Нанни связаны с папой Александром VI. Понтифик был избран в августе 1492 года, и уже осенью следующего года он посетил Витербо, где охотился на зайцев. В ходе охоты заяц забрался в нору, которая оказалась этрусским захоронением, наполненным статуями и надписями. Были ли статуи подлинными не ясно, в тех местах древности находили часто, но само обнаружение было явно постановочным. Нанни, оказавшийся рядом, объяснил папе смысл находок, ссылаясь на свою недавно изданную книгу «De marmoreis». Примерно тогда же он «обнаружил» несколько надписей из Вольтерры, содержащих, по его утверждению, кодификацию древних привилегий Витербо. Согласно итальянскому историку Роберто Вайссу, надписи на вымышленном языке были изготовлены самим Аннием. Из последующих трудов Анния сохранились не все, в частности, посвящённый Александру Фарнезе «Alexandrina Lucubratio de origine Italiae». Около 1494 года Анний издал книгу о своих этрусских открытиях «Borgiana lucubraciuncula» с посвящением Александру VI. Неизвестно, как папа отреагировал на историю с зайцем и трактат, но с тех пор карьера доминиканца пошла в гору.
В 1498 году в типографии Эухариуса Зильбера вышла самая известная книга Анния, «Antiquitatum variarum» (полное название «Commentaria super opera diversorum auctorum de antiquitatibus loquentium», «Комментарии на труды различных авторов, рассуждавших о древностях» или «Древности») с посвящением Католическим королям. Оплаченное испанской короной, роскошное editio princeps «Древностей» включало 17 текстов, 11 из которых считались давно утраченными. Из письма Анния к Томмазо известно, что книга была создана по просьбе последнего. Из того же письма следует, что большую часть из древних текстов Анний получил через брата и кардинала Паоло де Капмо Фульгозо от некоего мастера Вильяма из Мантуи. Тексты Манефона и Бероса названы даром армянина Георгия. В «Древностях» упоминается множество других сочинений Анния, большинство из которых не сохранились. Книга была издана под именем Johannes annius Viterbiensis, Иоанн Анний из Витербо, и с тех пор он известен преимущественно под этим именем. Новое имя было созвучно древней римской фамилии Анниев, давшей двух римских императоров.
После публикации своего magnum opus, Анний обратился к Александру VI с просьбой назначить его смотрителем древностей в окрестностях Витербо. Не известно, получил ли он желаемое, но 1 марта 1499 года папа назначил его магистром Священного дворца, то есть своим личным богословом. В этом качестве Анний входил в Конгрегацию Индекса и он обладал властью проверять, одобрять и запрещать выпуск всех печатных изданий в Риме; все библиотеки и типографии находились в его юрисдикции. Анний был известен своим благочестием, и рассказ о его чудесном излечении приводится в «Деяниях святых». Он умер 11 ноября 1502 года. По легенде, он был отравлен Чезаре Борджиа.

## «Научная» деятельность

### Ранние труды
Из ранних трудов Анния из Витербо наиболее значительны три: «Viterbiae Historiae Epitoma» (написан в феврале 1491—июле 1492), «De marmoreis Volturrhenis Tabulis» (1492 или 1493 год) и «Alexandrina Lucubratio de origine Italiae» (по вступительному письму датируется 20 мая 1495). Из написанной вскоре после возвращения в Витербо истории города сохранилась только последняя глава, содержащая краткий пересказ первых шести. Её текст, известный как «Viterbiae Historiae Epitoma» («Эпитома»), оставался не изданным до 1981 года. В ходе работы над книгой, изучив множество произведений древних авторов, монах обнаружил, что Витербо ни разу не упоминается в источниках ранее VIII века. Такое положение ему показалось странным, поскольку в городе присутствовали многочисленные приметы древности, а некоторые из окрестных топонимов звучали довольно необычно. Примерно в то же время, что и «Эпитома», был написан небольшой трактат «De Viterbii viris et factis illustribus» о выдающихся жителях Витербо. Его Анний посвятил Рануччо Фарнезе, родственнику кардинала Алессандро Фарнезе. В нём предприимчивый доминиканец, опираясь на данные Диодора Сицилийского о том, что Осирис и Исида основывали колонии в Средиземноморье, обосновывал происхождение рода Фарнезе от египетских богов. Помощи от влиятельного пармского рода Анний не добился, а сам трактат не сохранился. В следующем году вышел небольшой трактат «De marmoreis Volturrhenis Tabulis», который называют первым исследованием по эпиграфике в западной науке. Своё произведение он адресовал восьми старейшинам («октовирам») Витербо. Сфабрикованные Аннием эпиграфические свидетельства проливали свет на события, произошедшие после того, как в Витербо пришли мифические Атлас, Электра и их родственники, а также на территориальные пожалования, сделанные городу королём лангогбардов Дезидерием (VIII век).
Как и «Древности», ранние исторические работы Анния посвящены мифологическому периоду в истории Витербо, но содержат достаточно заметные отличия. Из фальсифицированных в «Древностях» авторов упоминаются только Катон, Берос и Ксенофонт — вероятно, на момент создания ранних произведений подделки ещё не были созданы. В «Эпитоме», представляющей собой краткое изложение либо утраченной, либо не написанной более подробной истории Витербо, Анний опирается на большое количество подлинных трудов классических греческих и латинских историков, Диодора Сицилийского, Страбона, Варрона, Тита Ливия, Плиния Старшего и других, но его воображение играет главенствующую роль. По сравнению с «Древностями» менее выражен библейский синкретизм и меньшее значение придаётся переводам с древнееврейского языка. Соответственно, предлагаемые Аннием этимологии преимущественно греческие. Антигреческая тенденция, отчётливо проявившаяся в «Древностях», в ранних произведениях Анния менее выражена. Как следствие, в них монах предлагает иные трактовки и объяснения для происхождения имён и названий.
Опираясь на авторитет Бероса Анний объявил греческую версию истории систематической и злонамеренной ложью. В отличие от язычников-греков, идущая от Ноя культура ранней Европы была благочестивой, монотеистичной и, в целом, ближе к первородному совершенству времён Сотворения мира. Появившаяся гораздо позднее цивилизация «лживых греков» отравляла умы людей сомнениями и интеллектуальной тщетой, навешивая на всех не-греков ярлык «варваров». Анний в своей полемике не только стремится избавить слово «варвар» от негативных коннотаций, но делает его почётным эпитетом, синонимом мудрости до- и послепотопных патриархов. По поводу причин антиэллинизма Анния высказываются различные точки зрения. Согласно Евгению Тигерштедту, желание разрушить авторитет греков проистекало из общих антигуманистических установок доминиканца, его основанного на изучении Библии схоластического образования. Профессор Уолтер Стивенс (Walter Stephens) полагает, что защита авторитета Библии не была главной целью Анния и называет образцом для него Иосифа Флавия, отрицавшего древность греческой цивилизации.

### Antiquitatum variarum
К включённым в книгу историческим произведениям автор издания добавил собственные комментарии, в которых соотносил сведения «вновь открытых» авторов с библейской хронологией и утверждениями отцов Церкви. Среди древних историков, тексты которых Анний включил в «Древности», были:
- Мирсилий Лесбийский[итал.], на чьи сведения о заселении Италии и Этрурии пеласгами ссылался Дионисий Галикарнасский[36].
- 22 фрагмента из утраченной книги о древней истории Италии Катона Цензора, обнаруженные, по утверждению Анния, в архиве мастера Вильяма. В произведении Катона, имеющим явную антигреческую направленность, утверждается о Золотом веке в Италии до начала греческой колонизации, а сами греки обвинялись в разнообразных пороках. На Катона ссылается Плиний Старший в своей «Естественной истории»[37].
- «De chorographia sive descriptione Italiae et eius origine» Гая Семпрония, о которой также известно от Дионисия. Семпроний рассуждает о географии Альп и городах Италии. По его утверждению, Рим основал не Ромул, а гораздо раньше Сатурн в Золотой век. По содержанию и стилю книга Семпрония напоминает произведение Катона, и также направлена против греков[38].
- Две книги утраченных «Анналов[итал.]» Квинта Фабия Пиктора («De aureo saeculo et de origine urbis Romae»), в которых говорится об эпохе Золотого века, длившейся до царствования Нина, и топографии холмов Рима[38]. К подделке прилагалась одна из первых схем Рима в древности, упрощённая и неверная. Впрочем, схема филолога Фабио Калво[итал.] (1527) была ничуть не достовернее[39].
- Из сочинения древнегреческого поэта Архилоха «Epithetum de temporibus» Анний приводит несколько страниц, подтверждающих сведения Пиктора. Также Архилох сообщает о пяти царях Трои до Приама и о семи различных Гомерах, живших до знаменитого рапсода. Архилох, сам по себе будучи загадочной исторической фигурой, ссылается на Масеаса Феникса Дамаскина, о котором совершенно ничего не известно[40].
- Метасфен[комм. 4], чьи персидские анналы в латинском переводе посчастливилось обнаружить Аннию, продолжил хронологию ассирийских царей Бероса, доведя её до Александра Македонского[40].
- Неизвестное ранее произведение Филона Иудея «Breviarium de temporibus» содержит краткое изложение мировой истории от Адама. В своих комментариях Анний предполагает, что «Бревиарий» много столетий игнорировали из-за того, что в нём содержится много важных аргументов против иудеев. В хронологическом отношении книга Филона соответствует данным Архилоха и Метасфена[43].
- Книга Ксенофонта (не знаменитого историка), сына Грифона, жившего около 400 года до н. э., в латинском переводе названная «De aequivocis» о различных предметах и людях, носящих одно и тоже имя. В книге говорится о различных Гомерах, Нинах, Огигах и Кадмах, а также о разных известных из истории потопах[43].
- Два фрагмента из «Итинерария Антонина», якобы скопированные из собрания мастера Вильяма в 1315 году. В отличие от других путеводителей, приписываемых императору Антонину Пию, этот включает несколько неизвестных маршрутов, включая морской путь из Рима в Галлию[44].
- Пять полных книг Бероса (Defloratio Berosi Chaldaïca Libris V), вавилонского историка III века до н. э. составляют наиболее значительную часть «Комментариев». О мудреце Беросе сообщали Иосиф Флавий, Плиний Старший и другие, но труды его считали утраченными[45]. «Обнаруженные» Аннием книги начинаются изложения халдейских представлений о мире до всемирного потопа и населяющих его гигантах, патриархе Ное и заселении мира. Далее говорится о царях Вавилона и их современниках в других странах, много внимания уделяется основателям древних царств[46]. Приписываемая Аннием Беросу генеалогия древних правителей выглядит следующим образом. Ной, известный также под именами Януса и Целуса, имел, среди прочих, сына гиганта Туиско (Tuyscon Gygas), родившегося после потопа. Туиско правил царством, простиравшимся от Дона до Рейна и стал прародителем германцев и сарматов. Сарматы позднее разделились на поляков, готов, русских, пруссов и даков. Непосредственным предком пруссов был Прутус, сын Скифа. Сыном Туиско был Манн, также считающийся предком германцев. От трёх сыновей Манна произошли племена ингевонов, герминонов[англ.] и истевонов. В правление Ингевона Осирис обучал земледелию народ Египта. Среди сыновей Туиско были также Марс, Гамбривус, Свев, Вандал, Гунн, Геркулес и Тевтат, каждый из которых породил свой народ[47].
- Фрагменты из книги египетского жреца III века до н. э. Манефона (Manethonis Sacerdotis Aegyptii supplementum ad Berosum) дополняют труд Бероса, но содержат анахронизмы, доводя повествование до установления Римской империи[48].

В «Древностях» не предлагалась целостная концепция истории Италии, но современные исследователи выделяют несколько основных положений. Прежде всего, к таковым относят вклад Анния в берущий начало от Геродота спор о происхождении этрусков как местного или пришлого народа. Пойдя на значительные ухищрения, автор поддержал сторонников «восточной» теории, назвав предком этрусков отождествляемого с Янусом Ноя. Таким образом, Анний поменял свою более раннюю точку зрения, выраженную в «Эпитоме», по которой основоположником италийской цивилизации назывался Осирис. Соответственно, Анний в своей книге многократно повторяет, что греки лгали, называя себя наследниками прародителей цивилизации. Ной и его потомки, среди которых Анний называет Исиду, Осириса и Аписа, распространили в Италии земледелие, виноградарство и сакральную допотопную мудрость. Они поселились в районе холмов Яникула и Ватикана. В качестве доказательства, Анний пользуется ономастикой, производя, например, Апеннины от Аписа, а Ватикан от vagicana или vagientis, что в переводе с латыни означает «бродяги», имея в виду, что Янус бродил вокруг холмов, прежде чем поселиться там. Далее, согласно Аннию, этрусками правили герои, которые затем у греков приобрели статус богов. Важнейшим из них был Геркулес, основатель Витербо и предок рода этрусских царей Тарквиниев. На других римских холмах, согласно фальсифицированному свидетельству Семпрония, поселились другие дети Ноя: Итал на Авентине, его дочь Рома на Палатине, Целус на Целии и Виминале, а Ромул разместил свой город в промежутке между холмов, а свой дворец на Эсквилине. Этрусков Анний называет потомками Гомера, любимого внука Ноя.

### Этрускология
Интерес к этрусским древностям существовал ещё во времена Римской империи и не угасал полностью в Средние века. Особенно он усилился в XIII веке с расцветом Флоренции и тосканской городской культуры в целом. Распространение литературы на тосканском литературном языке стимулировало филологические и этимологические исследования. В изобразительном искусстве этрусская эстетика прослеживается с рубежа XIV века, у Никколо Пизано и Джотто. Скульптурное изображение Мадонны работы Арнольфо ди Камбио включает украшения, напоминающие те, которые находили в этрусских кладах. Флорентийская историография рассматривала общество этрусков как образец «республиканского» объединения городов-государств. Ссылаясь на авторитет Тита Ливия, заявлявшего о господстве «империи этрусков» на всей территории Апеннин, Флоренция претендовала на главенство в Италии. Непосредственным предшественником Анния в его интересе к этрускам можно считать архитектора Леона Баттиста Альберти, в своей базилике Сант-Андреа реализовавшего идею «Templum Etruscum» Витрувия.
Несмотря на свои сомнительные методы, в некотором отношении Анний стал пионером этрускологии. К его достижениям относят конструирование целостной истории этрусков на основе широкого спектра источников, первый анализ этрусской письменности и установление факта отсутствия в ней буквы «о». Трактат об этрусских надписях был известен хронисту Хартману Шеделю, что можно считать первым проявлением интереса немецких гуманистов к истории и языку этрусков. Пьерфранческо Джамбуллари в своей книге «Gello» ссылался на теории Анния для доказательства того, что флорентийское наречие его дней происходит от этрусского языка. Применительно к этрусским древностям идеи Анния развивал его младший современник и земляк кардинал Эгидио да Витербо, чья «История двенадцати столетий» («Historia viginti saeculorum») была написана в 1513—1518 годах. Работы основоположника современной этрускологии шотландца Томаса Демпстера появились в качестве полемики с утверждениями Анния. В 1980 году Джованни Чиприани (Giovanni Cipriani) указал на связь между этрусскими штудиями Анния с феноменом «Этрускерии» XVIII века и государственной идеологией государства Медичи в тот же период.

### Эпиграфика
В своём трактате «De marmoreis Volturrhenis Tabulis» Анний приводит описание шести табличек, которые он назвал этрусскими. Первые две он называет «либисцильскими» (Libiscillan), по названию местности, где они были обнаружены. Обе они, одна алебастровая, другая мраморная, к настоящему времени утрачены. Меньшую он транслитерировал латинскими буквами как Libiscilla Viturgia. Другую, в духе средневековых представлений об этрусках, он интерпретировал как магический предмет. В отличие от Альберти, признавшему своё поражение в дешифровке этрусского письма, Анний предложил своё прочтение текста, подтверждающее военное и религиозное главенство древних обитателей его родного края. Ещё две таблички рассматриваются в разделе «De tabulis Cybelicis» того же трактата. Первая из них, согласно Аннию, связана с богиней Кибелой, которую монах по принципу эвгемеризма называет этрусской царицей и женой Ясиуса (Jasius). Аннию известно, что культ Кибелы был распространён в Малой Азии, что является для него дополнительным доказательством того, что этруски, а не греки, распространили цивилизацию в древнем мире. Основанием для столь далеко идущих выводов стал факт обнаружения табличек при раскопках холма близ Витербо, называемого местными жителями Cipollara («Луковый») — в интерпретации Анния древнее названия холма имело вид Cibelarius. Язык таблички Анний идентифицировал как смешанный греческий и арамейский, что он объясняет вытеснением этрусского языка из повседневного обихода. Уже в XVI веке, однако, обратили внимание, что Анний не знал греческого и, по мнению Р. Вайсса, он сам вырезал буквы на алебастре. Относительно второй части надписи Анний заявил, что она написана на «араратском» языке и для её расшифровки он обратился к талмудисту Самуилу Зарфати. Текст надписи, как они его разобрали, касался основания Витербо Янусом и строительства его укреплений Геркулесом Египетским. Вторая «кибеллианская» табличка сохранилась и сейчас хранится в Городском музее Витербо. Первая часть таблички повествует о бракосочетании Кибелы и Ясиуса, последующем предательстве Дардана и изобретении хлеба Исидой.
В «De marmoreis» приводится также описание «Декретов Дезидерия» (Decretum Desiderii). Поддельность «Декретов» видна уже из того, что они написаны использовавшимся только в рукописях беневентским письмом. Хотя существуют указания, что поддельные декреты были известны задолго до Анния, их содержание хорошо вписывалось в его исторический нарратив. В них сообщается, что король лангобардов Дезидерий, о котором известно, что в 774 году он был побеждён Карлом Великим, восстановил власть этрусков над поселениями Лонгула (Longula), Туррена (Turrhena) и Ветулония внутри единой городской стены и под общим названием Витербо. Таким образом Анний демонстрировал связь этрусского прошлого Витербо с известными историческими персонажами. Последняя рассмотренная Аннием табличка, его наиболее амбициозная и наименее убедительная подделка, получила название «Геркулейская табличка Осириса» по месту своего обнаружения под храмом в Castrum Herculis. Ссылаясь на Диодора Сицилийского, Анний называл её частью монумента, который древние египтяне возводили в местах, которые посещали их экспедиции. Присутствующие на табличке рельефные изображения мужского и женского профилей датируются современными исследователями XV веком, декоративный орнамент с деревом XII-м веком, но Анний объяснил изображения как фигуративное представление египетских иероглифов. Полный «анализ» изображений Анний приводит в своих «Lucubrationes», отождествляя профили с Осирисом и Исидой. Египтяне, якобы, оставили памятник местным земледельцам, что, видимо, противоречит более поздним «Древностям», где утверждается, что Осирис был основателем Витербо.

## Исторический метод Анния из Витербо

### Общие принципы
Современный немецкий историк Вернер Гоез, рассматривая вопрос о становлении принципов источниковедения в ренессансной историографии, называет «Древности» Анния первым представителем методологической традиции, задающей вопрос о целях своей деятельности. Представив миру свои подделки, монах из Витербо заодно сформулировал принципы, призванные обеспечить их приоритет над традиционными источниками. Принимая во внимание менталитет учёных своей эпохи, которые не восприняли бы на веру утверждения простого монаха, свои принципы Анний высказал от лица вымышленных древних авторов, перса Метасфена и лидийца Мирсилия. Прежде всего, Метасфен утверждает, что историю следует писать не на основе слухов или предположений, а используя информацию только из авторитетных и заслуживающих уважения источников, которыми перс полагал только вавилонских жрецов. Соответственно, делает вывод Анний, не занимавшие никакого официального положения греческие историки не авторитетны. Аналогично, Мирсилий призывает при установлении исторической истины больше доверять народам, жившим по соседству от мест событий, нежели удалённым. Резюмируя, в своём комментарии Анний пишет, что анналы четырёх древних царств (Ассирия, Персия, Македония и Рим) не могут быть опровергнуты, поскольку происходят из их публичных библиотек и архивов. Наивысшей авторитетностью обладает не нарратив историка, а имена (людей, мест) и подлинные надписи. Такое сочетание помещает доминиканца из Витербо в традицию, идущую от Варрона, чью учёность Анний восхвалял и противопоставлял Титу Ливию.
Для Анния, как схоласта, понятие истории определялось в терминах субстанции и индивидуации. История делится на три части, «повествование» (narratio), «хорография» (chorograhia) и «хронография» (chronographia). Первая из них является субстанциальной, а две других придают ей предметности, обеспечивая уточнение по месту и времени. В концепции Анния именно уточняющим категориям придаётся наибольшее значение. Соответственно, текст у него делится на части пространственную и временную (pars localis и pars temporalis). Первая относится с топографии и ономастике, вторая касается установления хронологического порядка событий. Основной интерес для автора представляют не события, а их взаимное соотнесение. Особенно недостоверны факты, сообщаемые греческими историками («басни Греции лживой» (лат. Graecia mendax Juv, 10, 174), как он их неоднократно называет используя выражение Ювенала) — они мало того, что не обладали доступом к официальным записям, но и в целом, как дети, не имели целостного ви́дения истории. Некоторые древнегреческие историки, как Ктесий, иногда могли получить доступ к государственным записям, но это не отменяло общего правила: историк никогда не авторитетен сам по себе. Таким образом, идущее от Петрарки представление о самодостаточности исторического труда совершенно чуждо Аннию. Более того, он враждебен и книгопечатанию, сделавшему доступным произведения древних авторов: по его мнению, типографы повреждают тексты, особенно имена. Чуть более, чем историки авторитетны поэты, из которых Анний особенно выделяет Ювенала. Ещё более важны географические названия, поскольку, согласно Беросу, каждый правитель занимая престол первым делом основывает поселение и называет его в свою честь.

### Основания хронологии
Произведения Анния из Витербо появились в эпоху, когда была сильна потребность объяснить бросающееся в глаза несоответствие между сохранившимися фрагментами античной культуры и христианской духовностью. Ещё в XII веке итальянский мистик Иоахим Флорский пытался привести к согласию (concordantia) события мировой и библейской истории, а современники Анния из Платоновской академии Марсилио Фичино возрождали древнее богословие на основе Герметического корпуса, трудов Платона и христианского откровения. Анний был далёк от учёного кружка высокообразованных флорентийцев и вряд ли был знаком с кем-то из них, но разделял их убеждение в том, что синтез восточного и западного знания является путём к установлению исторической истины. Образцом для Анния является Иосиф Флавий, с трудом которого созвучно название его главного произведения. С политической точки зрения прослеживаются две цели исторического предприятия Анния: подчеркнуть роль родного города в судьбе Италии и упрочить личное положение в Римской курии. Для достижения обеих следовало заручиться расположением семейства Борджиа, которых, как испанцев по происхождению, было не просто связать с итальянскими древностями. По-видимому, упоминание в книге бога-быка Аписа имело целью намекнуть на красного быка, помещённого на герб Борджиа. Ту же цель, вероятно, имело включение в последний раздел «Древностей» перечня из 24 ранних испанских королей.
В своей «Etrusca et Italica Chronographia» Анний следует методологическим установкам, заданным в «Метасфене». Вначале он устанавливает рамки этрусской истории от всемирного потопа до римского императора этрусского происхождения Отона (ум. 69), затем строит список правителей, заполняющих эпоху продолжительностью в 2377 лет, после чего привлекает документы, свидетельствующие о перечисленных временах и людях. Этрусская хронология Анния преследует троякую цель: предоставляет основание для этрусской истории, демонстрирует корректность используемого метода и возведение хронологии к её истинному началу. Наибольшим по объёму и главным по значению из представленных в «Древностях» псевдоисточников является «Defloratio Chaldaica» Бероса. Согласно утверждению монаха, государственный писец Берос обозрел всю историю халдеев, поскольку к его эпохе количество документов в Вавилоне стало необозримым. Первая из пяти частей его истории касается событий до Потопа и основана на традиции, якобы передававшейся через Еноха от Адама. Анний исходил из того, что письмо у ассирийцев существовало «всегда», что приводило его к пониманию Адама как первого историка. Далее историческое предание продолжали Ламех и Ной, который после потопа передал текст халдеям. Моисей, когда писал Книгу Бытия, опирался на предание халдеев, и потому в своей ранней части оба источника сходны. В предлагаемой Аннием перспективе ветхозаветная история является лишь фрагментом общей картины, в центр которой помещается Ной и его заселившее разные страны потомство. Следующие книги Бероса доходят до основания Трои — ими пользовались «невежественные» греки, которых проживавший в Афинах халдей впечатлил не только своими астрологическими познаниями, но и красноречием и знанием истории. После гибели допотопного человечества Ной стал прародителем нового, всех его больших и малых богов. Берос приводит различные восходящие к Ною генеалогии, иллюстрируя колонизационную деятельность праотца. Наиболее важны для Анния монархи Ассирии, которых он прослеживает от конца Золотого века до основания Трои. Сведения Манефона о египетских фараонах и династиях Манефона для него носят вспомогательный характер.
Чтобы обосновать свои утверждения, Анней внёс коррективы в библейскую хронологию. Традиционно считалось, что вавилонское смешение языков произошло примерно на сотом году после Всемирного потопа, после чего разноязыкие народы отправились про миру основывать свои государства. Анний разделяет данные два события, и, в его схеме, в 100 году после Потопа только началась колонизация Ноем мира, за которой последовало десятилетие исследования Средиземноморья. Ной лично приплыл на берега Тибра в 108 году и основал колонию на холме Яникул. Смешение же языков произошло значительно позже. Основания колонии в Вавилоне Анний датирует 131 годом, в ходе второй волны колонизации, а постройка башни произошла ещё 56 лет спустя. Из такой хронологии следовало два важных вывода: культура и языки Западной Европы древнее иудейских, а этрусский язык является древним диалектом арамейского и древнееврейского языков. Выводы Анния не были новы. В XII веке германский хронист Готфрид Витербоский назвал основателем этрусской монархии Ноя-Итала, чьим сыном был Янус. Современник Готфрида, итальянский хронист Пётр Диакон напротив, отождествлял Ноя с Янусом.

### Авторитетность исторических источников
Сознавая, что выдвигаемые им теории противоречат традиционным представлениям, Анний не скрывает различия, а наоборот, всячески их подчёркивает. Для обоснования своей правоты, он развивает теорию, по которой историки не обладают самостоятельной авторитетностью. Их труды либо полностью ложны, либо пригодны только для того, чтобы служить источником информации, которую следует делить и поместить в рамки истинного исторического процесса. Древние историки у Анния подразделяются на «признанных» (suscipiendi) и «отброшенных» (reiciendi), но принадлежность к той или иной категории контекстуальна. Список приводится в «Breviarium de temporibus» псевдо-Филона, авторитетность которого наиболее велика, поскольку он черпал свои знания из архивов каждой из Четырёх древних монархий. По ранней истории Ассирии вплоть до Нина авторитетен Берос, из греков Ксенофонт и Архилох, знакомые с надписью на столпе Семирамиды, из римлян Катон, Фабий Пиктор и Семпроний. От Нина до Сарданапала можно доверять только Беросу и Евсевию Кесарийскому, последнему только в той мере, в которой он следует первому. Прочие авторы, кто писал об ассирийских делах, «отклоняются от анналов». Сведения Ктесия, авторитетного в прочих вопросах, в случае Ассирии следует отвергнуть, поскольку он, как говорит Диодор, не смог составить полный список правителей. Для знания истории Персии важны Деиокл и Метасфен, а для периода от основателя мидийского царства Арбаса до Кира можно прибегнуть к сведениям Ктесия; все прочие, включая Иосифа, Евсевия и Юлия Африкана должны быть отвергнуты. С другой стороны, Евсевий вновь становится авторитетен, если рассматривать историю третьей (македонской) и четвёртой (римской) монархий, поскольку он верно следует их анналам.
Применение принципов контекстной авторитетности, однако, подчинено задачам фальсификатора. По возможности Анний использует почёрпнутые от греков сведения, чтобы подтвердить свои вымыслы. Разоблачая «ложь Эфора и сновидения Диогена Лаэртского» о независимости греческой философии, Анний цитировал трактат «О магии» псевдо-Аристотеля, известный ему в изложении того же Диогена. Миф об Исиде и Осирисе Аннию также стал известен из греческой компиляции Диодора Сицилийского, незадолго до того появившейся в латинском переводе Поджо Браччолини. В других случаях Анний вполне честно опирался на подлинные источники, но, ссылаясь на «Eratosthenis invicta regulа» по истории Троянской войны, он в действительности цитировал «Римские древности» грека Дионисия Галикарнасского. Больше, чем историкам, Анний доверяет антикварам (Варрон), географам (Страбон, Птолемей), энциклопедистам (Плиний Старший) и поэтам (Вергилий, Овидий и Силий Италик). Все они, если и отклоняются от истины, не так систематично, как это делают историки в случае использования недостоверных первоисточников. Хотя Анний считает древнегреческую историографию главным примером недостоверности, греками перечень дурных историков не исчерпывается. Объектом критики доминиканца, что не типично для Италии XV века, стал Тит Ливий. Осуждая римского историка за умаление этрусского величия, Анний с одобрением цитирует рассказ Светония, о том, как в правление Калигулы его сочинения изъяли из всех библиотек «как историка многословного и недостоверного».

### Использование ономастики и топонимики
Письменные источники Анний считает необходимым подтверждать данными ономастики и эпиграфики. Наиболее точным типом исторических источников Анний полагает имена и географические названия. Их анализ требует определённого навыка, и этимологический только один из них. Название может быть либо простым указанием на событие, как например, если город назван в честь своего основателя, либо более сложным в случае языковых изменений. Необходимо также учитывать, что одно имя могли носить разные исторические персонажи. Например, «невежественные греки» ложно считали, что был лишь один Сатурн, бог и отец Юпитера, тогда как в действительности это имя носило много разных людей сходных достоинств. Исторический Сатурн Анния был отцом или дедом Нина, который стал Юпитером для ассирийцев, и точно также были свои Сатурны у других народов. Отдельный трактат Анний посвятил элегии Проперция о Вертумне, в которой древний бог повествует о своём этрусском происхождении. Анний называет Вертумна римской версией греческого Януса, а его другими именами Вадимон (Vadymon, этусско-арамейский вариант) и Протей (Proteus, египетский). Анализируя эпитеты Вертумна на разных языках, доминиканец приходит к выводу, что речь идёт о Ное-Янусе.
Эвгемеризм, то есть помещение языческих богов в исторический процесс, не был изобретением Анния, но стал заметной составляющей его исторического метода. В его хронологии боги населяют Витербо в эпоху золотого века, 249 лет начавшихся с прибытием Ноя-Януса в Италию. Хотя в Библии Ной, безусловно, является историческим человеком, его исключительно длинная жизнь допускает соотнесение с божественным статусом. Эвгемеризм также даёт ключ к толкованию поэтических произведений как исторических документов, в чём Анний следует христианскому апологету Лактанцию.
Множество этимологий Анний возводил к древнееврейскому языку, которым не владел. При составлении комментариев к «Древностям» Анний опирался на помощь знакомого талмудиста Самуила и ряд вспомогательных источников, и некоторые из его ошибочных толкований восходят к их ошибкам. Так, в комментарии на Марсилия Лесбийского Анний говорит о «древних умбрах», которых поселяет их в район Тибра. Далее он обнаруживает в «Итинерарии Антонина» на пути с Тибра в Галлию город «Saleumbrona» и переводит его название как «место отправления умбров». Слово «Sale» значении «точка отправления» встречается в «Толковой книге еврейских имён» Филона, неточно переведённой на латынь Иеронимом Стридонским, и в действительности оно является искажённой транслитерацией библейского имени Целека («Tselek», «Salec») Аммонитянина (2Цар. 23:37).

## Историография

### Последователи
«Древности» имели большой успех, и в том же году в Венеции вышло второе издание («Auctores Vetustissimi nuper in lucem editi»), на этот раз без комментариев Анния. В целом, до 1612 года вышло не менее 18 латинских изданий в разных европейских странах. Некоторые из переизданий были выполнены известными гуманистами, в том числе Йодоком Бадиусом и Жоффруа Тори. Популярности «Древностей» в Испании способствовал авторитет известного гуманиста Антонио де Небриха, а также содержащиеся в книге указания на древность испанской истории. Первый итальянский перевод книги подготовил в 1543 году Пьетро Лауро, ещё один в 1583 году выполнил Франческо Сансовино. Предложенная Аннием концепция итальянской истории вдохновила Пинтуриккьо и нашла отражение в росписи Апартаментов Борджиа в Ватикане. Непосредственным продолжателем «дела» Анния Р. Вайсс называет сиенца Сиджизмондо Тизио, воспринявшего труды своего предшественника без всякой критики, предложившего своё ошибочное толкование этрусских надписей и также пришедшего в результате к ошибочным выводам. На Анния ссылался даже «князь гуманистов» Эразм Роттердамский, за что его сурово критиковал архиепископ Йоркский Эдвард Ли.
Даже после того, как достоверность источников Анния стала повсеместно подвергаться сомнению, его методологию продолжили использовать в патриотических целях. В 1598 году на авторитет Манефона ссылались, доказывая возникновение Болоньи во времена «Тиберия, сына Капета, царя латинов», а в 1617 году апеллировали к Беросу, прослеживая историю Римини от Осириса, освободившего Италию от послепотопных гигантов. Предлагаемые Аннием схемы исторической преемственности хорошо вписывались в крепнущую тенденцию утверждения независимости германской государственности от империи греков, с которой, как представлялось, были не совместимы сложившиеся в Средние века генеалогии от троянцев. Для гуманиста Якоба Вимпфелинга поводом для размежевания с французскими коллегами стал вопрос о национальной идентичности Эльзаса. В своих трудах начала 1500-х годов Вимпфелинг доказывал, что Страсбург и остальные города на западном берегу Рейна всегда относились к Римской империи и никогда к государству франков. Римляне, в свою очередь, чувствовали общность с обитателями Рейна и называли их «germani», то есть братьями. В том же духе в первые годы XVI века были написаны книги Феликса Фабера о происхождении города Ульм и Конрада Цельтиса о кельтских друидах в Германии. Как следствие, в Германии «Древности», несмотря на то, что подделку разоблачили очень быстро и неоднократно, были широко известны. Большое число сторонников книги среди немецких гуманистов объяснялось сложностью определения источников утверждений Анния, некоторые из которых базировались на «Германии» Тацита. Гуманисты приветствовали программные тезисы Анния: явное указание на генеалогические связи народов, из которых германский назывался первым по старшинству, и общую анти-греческую направленность текстов. Героические фигуры Туиско и Геркулеса появляются у Генриха Бебеля и Конрада Пейтингера. В подражание Беросу свою генеалогию германцев составил Иоганн Науклер. Через посредство немецкого гуманиста Иоганн Авентин Анний причастен к появлению мифологического короля Гамбринуса. Популярности подделок Анния в Германии способствовало утверждение в них важного значения германских народов в древности в противовес традиционному преклонению перед греческим гением. Особенно патриотично были настроены гуманисты из региона Верхнего Рейна, из которых первыми были Франциск Иреник со своей «Germaniae exegesis» (1518), «северогерманский Тацит» Альберт Кранц и хронист Себастиан Мюнстер. Последний, видя несообразности в «Древностях», списывал их на необразованность витербосского монаха, не знакомого с древнееврейским языком. Доминиканец Джованни Мария Толозани защищал более полную у псевдо-Бероса, чем в Быт. 10, версию генеалогии потомства Ноя, указывая, что в книге Анния приведены все потомки, основавшие царства, тогда как у Моисея показаны только те, от кого пошли отдельные языки. Даже Мартин Лютер использовал сведения псевдо-Бероса для составленных им таблиц «Supputatio annorum mundi» в помощь изучающим библейскую хронологию.
За пределами Италии полных переводов не появилось, но изданные Аннием тексты приобрели огромную популярность. Жоффруа Тори выпустил в 1510 году издание в Париже и сожалел, что из-за жадности публики ему прищлось пожертвовать комментариями. Первым парафраз «Древностей» использовал в своей книге «Прославление Галлии и необычайные судьбы Трои» Жан Лемер де Бельж (1511—1513), а вскоре во Франции появилось множество «исторических» сочинений, опирающихся на сведения из книги Анния. Гийом Постель не только использовал источники Анния в своих книгах по истории Франции, но и творчески перерабатывал их по заказу великого герцога Тосканского («De Etruria regionis, quae prima in orbe habitata est, originibus», 1551). По утверждению У. Стивенса, на протяжении XVI века книга Анния была одной из наиболее популярных и цитируемых во Франции. В Англии теории Анния распространяли Джон Бейл, Ричард Линч (Richard Lynche) («An Historical Treatise of the Travels of Noah into Europe», 1601) и Эдмунд Дикинсон; прослеживается также их влияние у сэра Уолтер Рэли и поэта Эдмунда Спенсера. Перечисленными авторами перечень тех, кто испытал непосредственное влияние Анния не исчерпывается, ссылки на его теории повсеместны во всякого рода обращённых к монархам торжественных речах. Последняя известная апология Анния датируется 1779 годом, когда вышел двухтомный мемуар в защиту «Decretum Desiderii» иезуита из Витербо Джованни-Батиста Фавра (Giambattista Faure). За пределами исторического мейнстрима аннианская историография продолжает существовать вплоть до наших дней.

### Критика и опровержения
Уже в начале XVI века «Древности» Анния разоблачали как подлог. Среди первых, кто выразили сомнения в их достоверности были Рафаэлло Маффеи (1506) и Пьетро Кринитус. Значительный вес имели мнения Якоба Фабера (1506) и Хуана Луиса Вивеса (1531). О подложности новых источников заявил венецианский историк Марк Антоний Сабеллик, обративший внимание на стилистическое единство текстов авторов из разных стран и эпох. Его критика, однако, велась из общих соображений, и первым научным опровержением считается «Rerum Germanicarum libri tres» Беатуса Ренатуса (1531), в которой бельгийский гуманист обратил внимание на ошибочность приведённых Аннием ономастических этимологий. Впрочем, влияние Ренатуса было не достаточно велико и критические отзывы распространялись не быстро. В 1560-е годы язвительную критику труда Анния опубликовали португалец Гаспар Баррейрос и голландец Йоханнес Беканус. Испанский архиепископ Антоний Августин в 1587 году не только отверг подделки Анния, но и включил в свои «Диалоги» анекдоты о том, как монах сам закапывал камни с «этрусскими» надписями. Августин долго жил в Италии, интересовался древностями и знал много историй про фальсификаторов. Слухи про Анния ему поведал уроженец Витербо Латино Латини, родившийся через 10 лет после смерти доминиканца. В дальнейшем истории Латини часто повторялись, внося свой вклад в разрушение репутации. Испанский доминиканец Мельхиор Кано (1564), не ограничиваясь жёсткой критикой Анния, заподозрил своего собрата по ордену в ереси. С филологической точки зрения Анния критиковал флорентиец Винченцо Боргини, указывавший на «детские ошибки во временах, людях и темах», которые ни мудрые египтяне, ни античные римляне совершить не могли. Боргини отмечал, что «Декреты Дезидерия» написаны языком Плиния, которым в эпоху варварской латыни никто не владел. Оттавио Феррари расширил аргументацию Боргини и показал, что принять некоторые из утверждений Анния противоречат сведениям Плутарха и Дионисия Галикарнасского, чей авторитет был непререкаем. Попытки доказать, что источники Анния на самом деле существовали ранее своего «обнаружения», а их оригинальные рукописи были утрачены после публикации, не увенчались успехом. Как сообщается, один из апологетов, доминиканский историк Леандро Альберти умер в 1552 году от огорчения, узнав, что некоторые из важнейших для него утверждений были выдуманы Аннием.
Жозеф Скалигер и Исаак де Казобон полностью отвергли писания Анния. К началу XVII века Анний из Витербо утратил всяческий авторитет среди серьёзных учёных. Последнее издание «Древностей», включающее только тексты, вышло в 1612 году в Виттенберге. В конце века доказательство поддельности источников доминиканца стало популярной темой для студенческих диспутов, на которых сформулированные им принципы исторической достоверности обращали против самого фальсификатора. Ещё в середине XVIII столетия немецкий историк Иоганн Якоб Брюкер сокрушался об удивительном успехе фальсификатора, обманувшего столь многих учёных мужей. Относительно преднамеренности его действий высказывались противоположные оценки. В 1753 году Апостоло Дзено подробно изучил споры вокруг «Древностей» и пришёл к выводу, что такой образованный человек, каким был Анний, не мог быть мошенником, и потому сам стал жертвой обмана. Того же мнения придерживался в конце столетия историк итальянской литературы Джироламо Тирабоски, тогда как в начале XIX века француз Пьер-Луи Женгене вернулся к старым обвинениям. Новый обзор споров вокруг Анния и псевдо-Бероса в 1808 году сделал французский историк Агриколь-Жозеф Фортиа д’Урбан («Bérose et Annius de Viterbe, ou Les antiquités caldéenes»).
Наибольшую критику заслужила работа Анния с источниками. Стандартным приёмом, применённым им в «Древностях», было изложение сведений одного источника от лица другого. Так, «Мирсилий Лесбийский» взят целиком из первой книги Дионисия Галикарнасского, а рассказ о Туиско псевдо-Бероса позаимствован у Тацита. Повсеместно Анний стремился заполнить лакуны в источниках: если Диодор Сицилийский упоминал о воздвигнутом Осирисом обелиске с нанесённым на него описанием экспедиций, то доминиканец приводит текст этой надписи и от лица Ксенофонта сообщает об аналогичном сооружении Нина Вавилонского. Достаточно быстро были обнаружены ошибки «народной этимологии». Уже Беатус Ренатус обратил внимание на фигурирующего у псевдо-Бероса правителя кельтов Лугдуса (Lugdus), в честь которого, якобы, получил своё древнее название Лион — Лугдун (Lugdunum). Но, как было известно уже в XVI веке, dunum это суффикс, аналогичный -berg или -burg, и потому слово Lugdunum никак не могло произойти от Lugdus. В других случаях Анний старательно следовал устаревшим авторитетам, приняв, например, греко-ивритскую слова «Геркулес» из «Этимологий» Исидора Севильского. Нередко Анний становился жертвой чужих опечаток. Из слова «Saronidae», в которое в переводе Поджо Браччолини превратилось слово «друиды», монах вывел существование кельтского короля Саррона. Необычное для специалистов привлечение Архилоха в качестве автора исторических трудов восходит к неточному латинскому переводу Иеронима Стридонского.
Помимо методологии, которую У. Стивенс называет «мимикрией под исторический метод», Анний приложил дополнительные усилия, чтобы его фальшивки сами по себе воспринимались как авторитетный источник. Прежде всего, в качестве авторов текстов им были названы хорошо известные историки древности, обнаружение чьих ранее не известных трудов было встречено с всеобщим энтузиазмом. Ещё в середине XVI века Гаспар Баррейрос обратил внимание, что для первого издания «Древностей» Анний избрал максимально роскошный формат, который обычно использовали для печатания комментированных изданий Библии, что повышало доверие к содержимому книги. Благоприятное впечатление на современников произвела подача материала: «филологическая фикция» стилистической гармонии текстов, дополненная тонкими намёками и умолчаниями. Например, доминиканец нигде не заявляет, что является экспертом в ближневосточных языках или глубоким знатоком Талмуда, но у читателя невольно возникало такое впечатление.

### Современная рецепция
В XX веке начали появляться положительные оценки деятельности Анния из Витербо. Немецкий искусствовед Карл Гиелов восхищался тому, каким изысканным образом монах согласовал все свои подделки. Аналогичного мнения придерживался шведский филолог Олаф Август Даниэльссон, который в рамках своей работы по изучению этрусских надписей не мог проигнорировать данный эпизод. Состояние аннианской историографии по состоянию на 1964 год суммировал шведский историк Евгений Тигерштедт. По мнению Тигерштедта, частичным объяснением деятельности Анния является его деятельный патриотизм по отношению к Витербо и Италии в целом. Прославляя свой родной город как старейший в мире, основанный самим Ноем-Янусом, Анний следовал примеру других итальянских историков, делавших подобные заявления относительно своих родных городов. Провозглашение основателем города Ноя также не было изобретением Анния, такие легенды существовали в Риме. Не было новым и соединение библейской и классической мифологии, оно восходит к эпохе Эллинистического иудаизма. В своей ненависти к грекам Анний также имел множество предшественников: для римлян времён империи греки олицетворяли моральные пороки, а для их христианских потомков они были схизматиками.
Примерно с 1965 года начали появляться исследования, в которых «гиперкритическое» отношение к Аннию сменилось восприятием его как представителя или основоположника некоторой тенденции своего времени. Вопрос влиянии его исторической методологии был поставлен в статьях Вернера Гоеза и развит в работах американского историка Энтони Графтона. Подход ренессансных гуманистов к проблеме аутентичности древних текстов основывался на текстологическом анализе, и в этом направлении со времён Петрарки и Лоренцо Валлы были сделаны значительные успехи. С другой стороны, используемые гуманистами методы не всегда можно назвать научными в современном смысле слова, и характерен пример Исаака де Казобон, опровергнувшего древность «Герметического корпуса» на основе убеждения, что язычники не могли написать столь благочестивую книгу. В отличие от них, Анний по отношению к древним источникам использовал приёмы, напоминающие те, которыми пользовались нотариусы и юристы. По мнению французского историка Бернара Гене, в них не было особенной новизны и их следует считать развитием средневекового исторического метода. Отдельного рассмотрения заслужило обращение Анния с древнееврейскими источниками и использование в качестве информатора талмудистов. Использование таких источников в эпоху, когда общение с учёными иудеями находилась под сильным подозрением у христианских ортодоксов, был достаточно необычным. Как показал Графтон, можно проследить влияние выводов Анния о роли Санхедрина на политическую мысль XVI—XVII веков.
Вплоть до 1970-х годов предпринимались попытки очистить Анния от обвинений в фальсификации, представляя его добросовестным публикатором текстов, полученных из недостоверных источников. Ещё в 1920 году американец Лео Винер высказывал сожаление тому поношению, которому подвергся «бедный» Анний из Витербо и называл «чистым безумием», что такого выдающегося человека могли обвинять в подделке. В результате работы итальянских историков с неизданными документами Анния были обнаружены черновики и письма, содержащие промежуточные версии включённых в «Древности» псевдоэпиграфов. Текстологический анализ «Эпитомы» выявил раннюю версию псевдо-Пиктора. В результате в современной историографии вопрос о преднамеренности фальсификаций Анния решается преимущественно положительно. В результате, Энтони Графтон называет его самым креативным из плеяды фальсификаторов эпохи Возрождения.

## Избранные издания
- Annio da Viterbo : documenti e ricerche / Edizione critica / di Giovanni Baffioni. — Rome: Consiglio nazionale delle ricerche, 1981. — 342 p. — (Contributi alla storia degli studi etruschi e italici).